# Nicholas Vansittart
Nicholas Vansittart, 1. baron Bexley (29. dubna 1766, Londýn, Anglie – 8. února 1851, Londýn, Anglie) byl britský politik. Pocházel z bohaté rodiny s ekonomickými zájmy v koloniích, byl dlouholetým poslancem Dolní sněmovny za stranu toryů. Uplatnil se v několika vládních funkcích a nakonec byl nejdéle působícím ministrem financí v moderní britské historii (1812–1823). Od roku 1823 byl s titulem barona členem Sněmovny lordů.

## Životopis
Pocházel z rodiny dánsko-německého původu, která se v 18. století usadila v Anglii. Narodil se v Bloomsbury (dnes součást Londýna) jako starší syn Henryho Vansittarta (1732–1770), který byl guvernérem v Bengálsku a po ztracení lodi při plavbě do Indie byl prohlášen za mrtvého. Po matce Amelii byl vnukem madraského guvernéra Nicholase Morse. Nicholas Vansittart strávil dětství na rodových statcích v hrabství Berkshire, poté absolvoval oxfordskou univerzitu a po studiích působil jako právník. Do veřejného života vstoupil v mládí jako autor pamfletů obhajujících politiku premiéra W. Pitta mladšího. V letech 1796–1823 byl členem Dolní sněmovny, zastupoval postupně několik volebních obvodů a patřil k toryům. V roce 1801 byl pověřen diplomatickým poselstvím do Dánska a v Addingtonově vládě byl v letech 1801–1804 tajemníkem na ministerstvu financí. V druhé Pittově vládě byl v roce 1805 krátce státním sekretářem pro Irsko, od roku 1805 byl též členem Tajné rady. Na půdě parlamentu se mezitím profiloval jako řečník k finančním otázkám, v roce 1809 však odmítl nabídku od premiéra Spencera Percevala na funkci ministra financí. Post kancléře pokladu (ministr financí) přijal až od následujícího premiéra 2. hraběte z Liverpoolu (1812–1823). Jako ministr financí se potýkal s obrovským zadlužením vzniklým za napoleonských válek, což se snažil řešit složitými úpravami daňové politiky. Kvůli tomu byl vystaven dlouhodobé kritice řady osobností a nakonec v prosinci 1823 rezignoval, přesto byl v novodobých dějinách jedním z nejdéle úřadujících britských ministrů financí. V roce 1823 obdržel titul barona z Bexley a vstoupil do Sněmovny lordů, zároveň získal roční penzi ve výši 3 000 liber. Po odstoupení z funkce ministra financí zůstal členem Liverpoolovy vlády v méně významné funkci lorda kancléře vévodství lancasterského (1823–1828). Na půdě Sněmovny lordů aktivně vystupoval ještě několik dalších let, poté žil v soukromí.
Jeho manželkou byla Catherine Eden (1778–1810), sestra pozdějšího indického generálního guvernéra 1. hraběte z Aucklandu a švagrová 4. hraběte z Buckinghamshire. Zemřel bez potomstva a jeho úmrtím titul barona zanikl.
Nicholasovými bratranci byli generál George Henry Vansittart (1768–1824) a admirál Henry Vansittart (1777–1843).